# Smrekovica (przełęcz w Branisku)
Smrekovica – przełęcz w północnej części gór Branisko we wschodniej Słowacji. Jej wysokość wynosi 1074 m n.p.m. 
Przełęcz oddziela szczyt o tej samej nazwie od szczytu Nad Bučom (1105 m n.p.m.) na południowy wschód od niego. Na przełęczy znajduje się skrzyżowanie znakowanych szlaków turystycznych:  żółtego z Širokého do Šindliaru,  niebieskiego z przełęczy Branisko do Lipovec i  zielonego z przełęczy Branisko w pasmo Bachureń.